# John William Burgon
Pour les articles homonymes, voir Burgon.
John William Burgon, né le 21 août 1813 à Izmir (à l'époque appelé Smyrne) et mort le 4 août 1888 à Chichester, est un religieux anglais.

## Biographie
Son père, d'origine turque, est un numismate reconnu et sa mère est grecque.
Après avoir travaillé quelques années dans le commerce, Burgon entre au Worcester College de l'université d'Oxford en 1841 et sort diplômé quatre ans plus tard. C'est aussi en 1845 qu'il se voit décerner le prix Newdigate pour son sonnet « Petra », surtout connu pour le couplet « Match me such marvel save in Eastern clime / A rose-red city half as old as time. » Le sonnet parle de Pétra, la ville nabatéenne ; cette cité il en avait entendu parler mais n'y est jamais allé.
Il devient membre de l'Oriel College en 1846. Il est très influencé par son beau-frère, l'érudit et théologien Henry John Rose, un religieux anglican conservateur avec qui il passe de longues vacances. Burgon fait d'Oxford son siège et habite non loin. En 1863 on le nomme vicaire de St. Mary's à Oxford, ayant attiré l'attention avec ses sermons contre  le livre « Essays and Reviews » publié en 1860. Dans une série de messages sur l'inspiration biblique il défend l'historicité et la paternité mosaïque de la Genèse et l'inerrance biblique contre les critiques textuelles et radicales de la Bible. « Soit vous croyez toutes les Écritures saintes, avec les meilleurs et les plus sages de tous les âges, soit vous ne croyez rien des Écritures saintes, avec l'infidèle borné. Il n'y a pas de position intermédiaire. »
En 1867 il est nommé Gresham Professor of Divinity. En 1871 il publie une défense de la véracité des douze derniers vers de l'Évangile selon Marc. Il commence à écrire contre le nouveau lectionnaire proposé pour l'Église d'Angleterre, basé surtout sur ses objections aux principes adoptés par Brooke Foss Westcott et Fenton John Anthony Hort pour déterminer la paternité des manuscrits du Nouveau Testament. Il les attaque dans un article mémorable dans le Quarterly Review de 1881.
Ses essais biographiques sur Henry Longueville Mansel et d'autres sont compilés dans un volume appelé Twelve Good Men, publié en 1888. Il proteste contre l'admission du Dr Vance Smith en tant que relecteur, contre la nomination de Dean Stanley au poste de  prédicateur à l'université d'Oxford, et contre l'allocution en faveur de la tolérance en matière de rituels. Il est nommé doyen de Chichester en 1876.
Sa biographie est écrite par le doyen Edward Meyrick Goulburn en 1892.
Quoique véhément et passionné en parlant de ses convictions, Burgon avait bon cœur. On le considère comme un religieux important d'avant le mouvement d'Oxford. Il lègue sa grande collection de copies des Pères grecs illustrant le Nouveau Testament au British Museum.

## Burgon aujourd'hui
Aujourd'hui le nom de Burgon est presque uniquement associé à la Dean Burgon Society et au King-James-Only Movement. Ce mouvement s'identifie à Burgon peut-être pour se distancier des allégations selon lesquelles il trouverait ses origines dans les œuvres de l'Adventiste Benjamin G. Wilkinson. Quoique Burgon se positionnait beaucoup contre la version anglaise révisée de la Bible et continuait à croire que la Bible est la parole de Dieu, ses arguments ne sont pas les mêmes que ceux du mouvement King-James-Only.

## Œuvres
À part le sonnet Petra, il est connu pour son The Revision Revised, où il critique la Revised Version (1881) de la Bible.